# (74368) 1998 WG41
(74368) 1998 WG41 – planetoida z pasa głównego asteroid okrążająca Słońce w ciągu 5,19 lat w średniej odległości 3 j.a. Odkryta 18 listopada 1998 roku.